# Grzegorz Krychowiak
Grzegorz Krychowiak (Gryfice, 29 de janeiro de 1990) é um futebolista polaco que atua como volante. Atualmente joga no Anorthosis Famagusta FC.

## Carreira
Krychowiak fez parte do elenco da Seleção Polonesa que disputou a Eurocopa de 2016.

## Títulos

### Sevilla
- Liga Europa: 2014–15, 2015–16

### Paris Saint-Germain
- Copa da Liga Francesa: 2016–17
- Copa da França: 2016–17

### Lokomotiv Moscou
- Copa da Rússia: 2018–19
- Supercopa da Rússia: 2019